# Unione Rugby Capitolina (féminines)
 (août 2023).
Si vous disposez d'ouvrages ou d'articles de référence ou si vous connaissez des sites web de qualité traitant du thème abordé ici, merci de compléter l'article en donnant les références utiles à sa vérifiabilité et en les liant à la section « Notes et références ».
Ne doit pas être confondu avec Unione Rugby Capitolina.
Actualités
L'Unione Rugby Capitolina est un club féminin de rugby à XV basé à Rome en Italie, participant au championnat d'Italie de première division.

## Histoire
Le club est fondé en 2016 et dans un premier temps participe uniquement à la Coupe d'Italie. C'est seulement en 2018 que la Capitolina s’inscrit en championnat. Les débuts sont tonitruants puisque le club finit premier de sa poule et invaincu, et dispute une demi-finale contre les futures championnes de Villorba.
Le championnat est alors interrompu pendant deux ans à cause de la pandémie de Covid-19.
Le scénario va cependant se répéter en 2021-22 : à nouveau les joueuses de la Capitolina terminent en tête de leur poule, à nouveau elles ont gagné tous leurs matchs, et à nouveau elles perdent en demie contre les Ricce de Villorba.
À la Coupe du monde, le club est représenté par Francesca Granzotto, son unique internationale du moment.
La saison 2022-23 est plus difficile : la Capitolina termine 6e du championnat Eccellenza en poule unique (5 victoires en 14 matchs). Elle n'a toutefois jamais été menacée de relégation sportive.
En 2023-2024, les Romaines ne parviennent pas à se qualifier pour la poule haute du championnat nouvelle formule. Elles terminent deuxièmes de la poule basse. Tandis que Francesca Granzotto fait toujours partie des cadres de l'équipe nationale, le club voit deux de ses joueuses convoquées : Nicole Mastrangelo qui joue le WXV, ainsi que la jeune Elena Errichiello, non capée.

## Palmarès
- Coupe d'Italie de rugby à sept : 2017

| Saison    | Classement  | Compétition   | Pts            | MJ             | V              | N              | D              | Phase finale                                   |
| --------- | ----------- | ------------- | -------------- | -------------- | -------------- | -------------- | -------------- | ---------------------------------------------- |
| 2018-2019 | 1er poule 2 | Serie A       | 78             | 18             | 16             | 0              | 2              | Demi-finalistes (8-26 contre Villorba)         |
| 2019-2020 | 4e poule 1  | Serie A       | 28             | 9              | 4              | 0              | 5              | Saison interrompue (pandémie de Covid-19)      |
| 2020-2021 | -           | Serie A       | saison annulée | saison annulée | saison annulée | saison annulée | saison annulée | saison annulée                                 |
| 2021-2022 | 1er poule 4 | Serie A       | 40             | 8              | 8              | 0              | 0              | Demi-finalistes (5-70 et 0-48 contre Villorba) |
| 2022-2023 | 6e          | Eccellenza    | 26             | 14             | 5              | 0              | 9              | non qualifiées                                 |
| 2023-2024 | 6e          | Serie A Élite | 27             | 12             | 6              | 0              | 6              | non qualifiées                                 |
| 2024-2025 | 4e          | Serie A Élite | 25             | 14             | 6              | 0              | 8              | non qualifiées                                 |

## Joueuses notables
- Laura Maccarone
- Anna Maria Gizzi
- Beatrice Capomaggi
- Giulia Nobile
- Francesca Granzotto